# Auletobius laticollis
Espèce
Auletobius laticollis  est une espèce d'insectes appartenant à la famille des Attelabidae.